# Ленгнау (Ааргау)
Ленгнау (нім. Lengnau AG) — громада  в Швейцарії в кантоні Ааргау, округ Цурцах.

## Географія
Громада розташована на відстані близько 95 км на північний схід від Берна, 26 км на північний схід від Аарау.
Ленгнау має площу 12,7 км², з яких на 9,7% дозволяється будівництво (житлове та будівництво доріг), 52,6% використовуються в сільськогосподарських цілях, 37,7% зайнято лісами, 0,1% не є продуктивними (річки, льодовики або гори).

## Демографія
2019 року в громаді мешкало 2780 осіб (+9,7% порівняно з 2010 роком), іноземців було 15,3%. Густота населення становила 219 осіб/км².
За віковим діапазоном населення розподілялося таким чином: 24% — особи молодші 20 років, 59,4% — особи у віці 20—64 років, 16,6% — особи у віці 65 років та старші. Було 1097 помешкань (у середньому 2,5 особи в помешканні).
Із загальної кількості 1134 працюючих 97 було зайнятих в первинному секторі, 469 — в обробній промисловості, 568 — в галузі послуг.